# Holmedals socken
Holmedals socken i Värmland ingick i Nordmarks härad, ingår sedan 1971 i Årjängs kommun och motsvarar från 2016 Holmedals distrikt.
Socknens areal är 142,81 kvadratkilometer varav 130,11 land. År 2000 fanns här 692 invånare.  Kyrkbyn Holmedal med sockenkyrkan Holmedals kyrka ligger i socknen.   

## Administrativ historik
Socknen har medeltida ursprung. 
Vid kommunreformen 1862 övergick socknens ansvar för de kyrkliga frågorna till Holmedals församling och för de borgerliga frågorna bildades Holmedals landskommun. Landskommunen utökades 1952 och uppgick 1971 i Årjängs kommun. Församlingen uppgick 2006 i Holmedal-Karlanda församling.
1 januari 2016 inrättades distriktet Holmedal, med samma omfattning som församlingen hade 1999/2000.  
Socknen har tillhört län, fögderier, tingslag och domsagor enligt vad som beskrivs i artikeln Nordmarks härad. De indelta soldaterna tillhörde Värmlands regemente, Nordmarks kompani.

## Geografi
Holmedals socken nordväst om Årjäng och väster om Arvika med Foxen/Stora Le i väster. Socknen har odlingsbygd i ådalarna och vid sjön och är i övrigt en starkt kuperad sjörik skogsbygd.
E18 passerar genom socknen.

## Fornlämningar
Från stenåldern är en hällmålning funnen. Från bronsåldern finns drygt 20 gravrösen och stensättningar. Från järnåldern finns två mindre gravfält.

## Namnet
Namnet skrevs 1539 Holmadal och tolkas som syftar på en av de dalgångar som mynnar i Holmedalssjön, alternativt på en plats nära sjön. Aningen ingår då i förleden vattendragsnamnet Holma eller sjönamnet Holme, 'sjön med holmen'.

## Befolkningsutveckling
| Befolkningsutvecklingen i Holmedals socken 1750–1990                                                     | Befolkningsutvecklingen i Holmedals socken 1750–1990 | Befolkningsutvecklingen i Holmedals socken 1750–1990 | Befolkningsutvecklingen i Holmedals socken 1750–1990 | Befolkningsutvecklingen i Holmedals socken 1750–1990 |
| --- | ---------------------------------------------------- | ---------------------------------------------------- | ---------------------------------------------------- | ---------------------------------------------------- |
| |                                                      |                                                      |                                                      |                                                      |
| År |                                                      |                                                      | Folkmängd                                            |                                                      |
| 1750 | 1750                                                 |                                                      | 774                                                  |                                                      |
| 1760 | 1760                                                 |                                                      | 905                                                  |                                                      |
| 1769 | 1769                                                 |                                                      | 983                                                  |                                                      |
| 1780 | 1780                                                 |                                                      | 972                                                  |                                                      |
| 1790 | 1790                                                 |                                                      | 1 077                                                |                                                      |
| 1800 | 1800                                                 |                                                      | 1 278                                                |                                                      |
| 1810 | 1810                                                 |                                                      | 1 288                                                |                                                      |
| 1820 | 1820                                                 |                                                      | 1 441                                                |                                                      |
| 1830 | 1830                                                 |                                                      | 1 667                                                |                                                      |
| 1840 | 1840                                                 |                                                      | 1 889                                                |                                                      |
| 1850 | 1850                                                 |                                                      | 2 140                                                |                                                      |
| 1860 | 1860                                                 |                                                      | 2 385                                                |                                                      |
| 1870 | 1870                                                 |                                                      | 2 444                                                |                                                      |
| 1880 | 1880                                                 |                                                      | 2 483                                                |                                                      |
| 1890 | 1890                                                 |                                                      | 2 444                                                |                                                      |
| 1900 | 1900                                                 |                                                      | 2 322                                                |                                                      |
| 1910 | 1910                                                 |                                                      | 2 028                                                |                                                      |
| 1920 | 1920                                                 |                                                      | 1 802                                                |                                                      |
| 1930 | 1930                                                 |                                                      | 1 693                                                |                                                      |
| 1940 | 1940                                                 |                                                      | 1 534                                                |                                                      |
| 1950 | 1950                                                 |                                                      | 1 345                                                |                                                      |
| 1960 | 1960                                                 |                                                      | 1 180                                                |                                                      |
| 1970 | 1970                                                 |                                                      | 982                                                  |                                                      |
| 1980 | 1980                                                 |                                                      | 758                                                  |                                                      |
| 1990 | 1990                                                 |                                                      | 721                                                  |                                                      |
| Anm: Källor: Umeå universitet - Tabellverket 1749-1859, Demografiska databasen, CEDAR, Umeå universitet. |                                                      |                                                      |                                                      |                                                      |